# Tephrocactus alexanderi
Tephrocactus alexanderi, o bola de indio', es una especie de planta fanerógama perteneciente a la familia Cactaceae. 

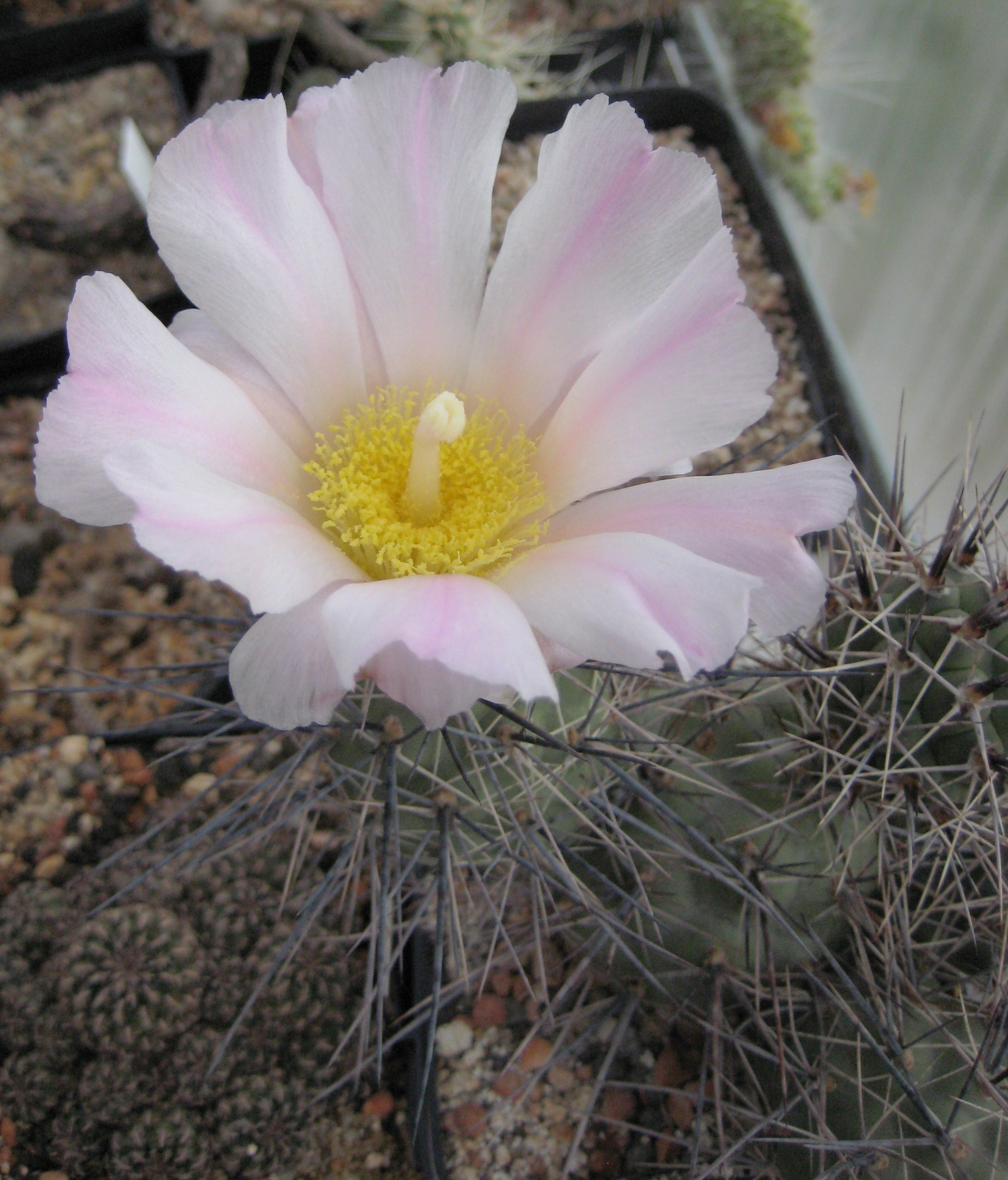
Detalle de la flor

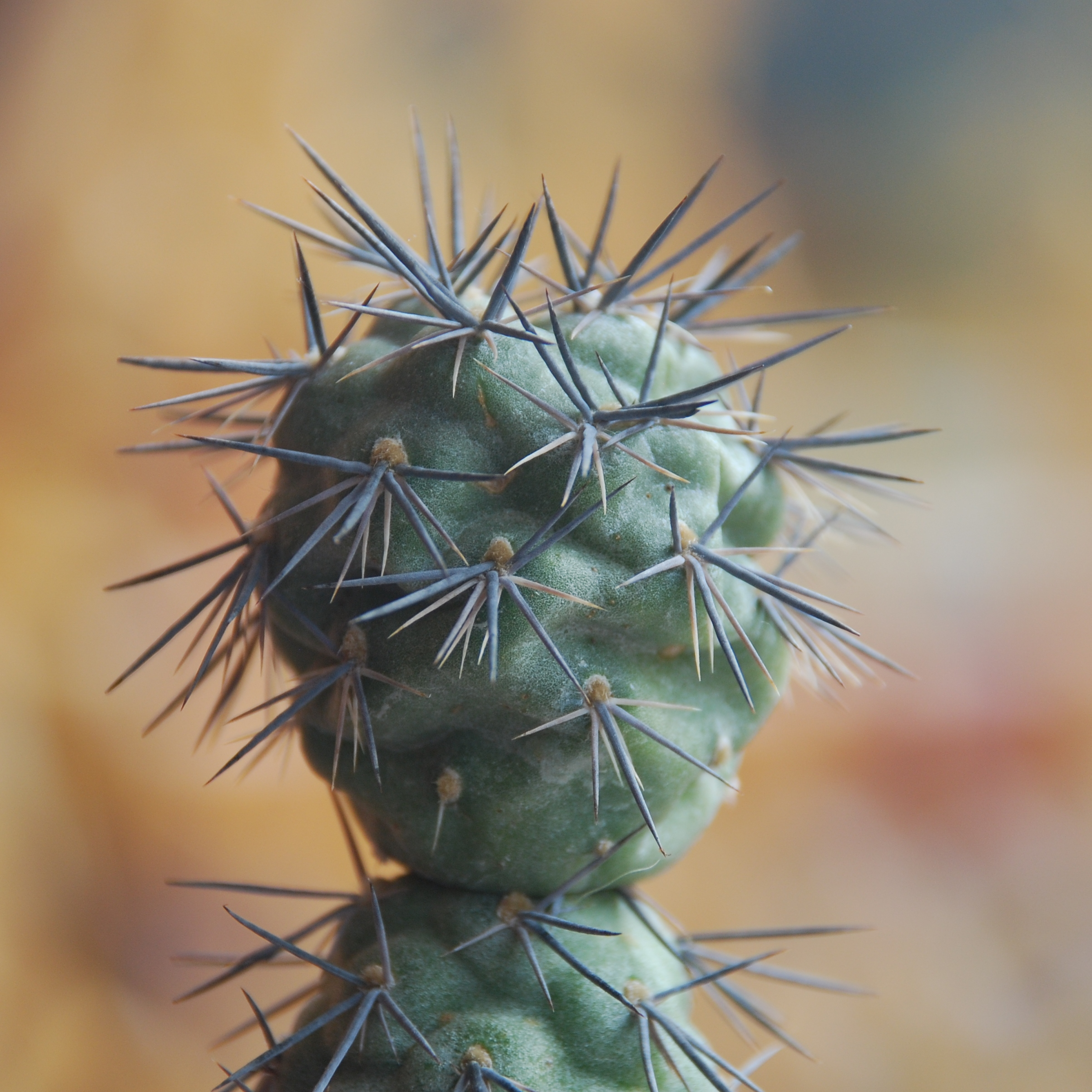
Vista de la planta

## Distribución
Es endémica de Argentina en  La Rioja y Salta, donde crece en terrenos arenosos, a veces algo salinos, o pedregosos de 500 a 800 m s. n. m.

## Descripción
Es una planta suculenta ovoide armada de espinos, de color verde que forma matas de hasta 50 cm de alto y diámetro, laxamente ramificadas, artejos numerosos, globosos de hasta 5 cm de diámetro, tuberculados, frágiles, con una epidermis de color verde/oliva a ceniciento. Espinas desde 4 hasta 14, de las que hasta 6 son menores y el resto de hasta 4 cm de longitud de color grisáceo o azulonas, más raramente blancas, ausentes en algunas areolas inferiores, Gloquidios de color rosado a amarillento. Flores grandes hasta 7 cm de diámetro de color blanco o rosadas.

## Taxonomía
Tephrocactus alexanderi fue descrita por (Britton & Rose) Backeb. y publicado en Cactus (Paris) no. 38: 250. 1953
Etimología
Tephrocactus: nombre genérico que deriva de las palabras griegas: tephra, "ceniza", refiriéndose al color de la planta) y cactus por la familia.
alexanderi: epíteto en honor a su descubridor W. B. Alexander.
Sinonimia
- Opuntia alexanderi
- Opuntia bruchii
- Tephrocactus bruchii
- Opuntia halophila
- Tephrocactus halophilus
- Opuntia riojana
- Tephrocactus riojanus
- Tephrocactus microsphaericus
- Opuntia alexanderi var. bruchii
- Tephrocactus bruchi
- Tephrocactus alexanderi var. bruchii